# Route nationale 12 (Cameroun)
Pour les articles homonymes, voir Route nationale 12.
La route nationale 12 est une route camerounaise reliant Magada (RN 1) à la frontière tchadienne en passant par Kaélé et Yagoua. Sa longueur est de 144 km,.